# Der Preis der Ungleichheit

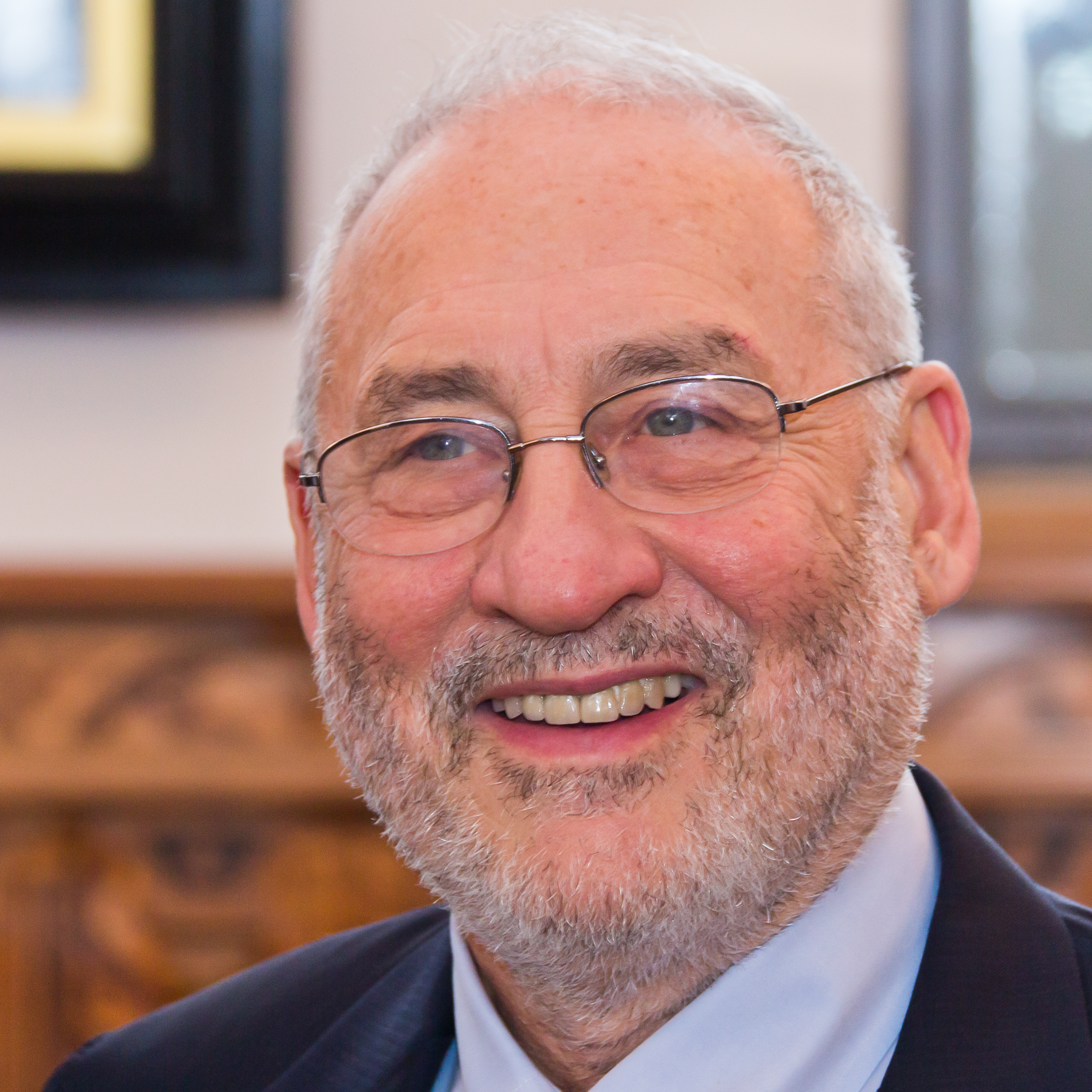
Joseph E. Stiglitz (2012)

Der Preis der Ungleichheit: Wie die Spaltung der Gesellschaft unsere Zukunft bedroht ist der Titel der deutschen Übersetzung des Buches The Price of Inequality: How Today's Divided Society Endangers Our Future von Joseph E. Stiglitz aus dem Jahr 2012.

## Autor
Joseph E. Stiglitz war Professor für Volkswirtschaft an den Universitäten Yale, Oxford, Princeton und Stanford. Als Vorsitzender des Rats der Wirtschaftsberater war er Mitglied des Kabinetts unter US-Präsident Bill Clinton, ehe er von 1997 bis 2000 als Chefökonom der Weltbank tätig war. Für seine Forschung wurde Stiglitz 2001 mit dem Nobelpreis für Wirtschaft ausgezeichnet. Seit 2001 lehrt Stiglitz an der Columbia University und war zum Zeitpunkt des Erscheinens des Buches zudem Vorsitzender der International Economic Association.

## Inhalt
Stiglitz befasst sich in diesem Buch mit den Ursachen und Konsequenzen der steigenden sozialen Ungleichheit in den USA. Außerdem diskutiert er, ob das immer größere Maß an Ungleichheit aus seiner Sicht zu legitimieren ist. Zum Abschluss stellt er eine Agenda mit ökonomischen und politischen Maßnahmen vor, die seiner Meinung nach notwendig sind, um der wachsenden Ungleichheit entgegenzuwirken.

### Ursachen der Ungleichheit
Grundvoraussetzung einer funktionierenden und effizienten Wirtschaftsordnung ist nach Stiglitz, dass die finanzielle Entlohnung aus wirtschaftlicher Aktivität ein Maß für den Beitrag zum Gemeinwohl ist. Situationen, in denen dies nicht der Fall ist und es stattdessen eine große Diskrepanz zwischen privater Rendite und gesellschaftlichen Nutzen gibt, würden Marktversagen genannt. Stiglitz nennt als Gründe für das Auftreten von Marktversagen u. a. externe Effekte, asymmetrische Information und Marktmonopole. Marktversagen dieser Art böten die Möglichkeit, leistungslose Einkommen (genannt Renten – im Gegensatz zu Löhnen als Entgelt für Arbeitsleistung) aus Grundbesitz oder Monopolen zu erzielen und Kosten, die aus individuellem Handeln entstehen, auf die Allgemeinheit abzuwälzen. Da sich diese Art der Einkünfte laut Stiglitz als besonders profitabel erweisen und einen Großteil der Einkünfte des reichsten Prozentes ausmachen, gäbe es einen großen Anreiz für Verhaltensweisen, die zu solchen Renteneinkommen führen (Rent-Seeking). Beispiele dafür seien „die Fähigkeit, das Gesetz zu umgehen oder es zu seinem eigenen Vorteil zu beeinflussen; die Bereitschaft, andere auszunutzen, selbst die Armen, und, wenn nötig, unfair zu spielen“.
Das Auftreten von Marktversagen und die damit verbundene Ausbildung einer Rentenökonomie sind für Stiglitz ein Hauptgrund für die steigende Ungleichheit. Insbesondere im Finanzsektor sei das Streben nach Renteneinkommen weit verbreitet und führe nicht nur zu Ungerechtigkeit, sondern auch zu einer Destabilisierung der gesamten Wirtschaft. Die Hauptverantwortung für das hohe Maß an Ungleichheit liegt aus seiner Sicht bei der Politik, die durch ihr Tun und Unterlassen die Spielregeln für die Märkte gestalten kann.
Den Grund für das Versagen der politisch Verantwortlichen in Verteilungsfragen sieht er im asymmetrischen Einfluss unterschiedlicher Interessengruppen. Gerade das obere eine Prozent kann durch unbegrenzte Parteispenden, Medienkontrolle und Lobbyarbeit seine Interessen viel stärker geltend machen, als große Teile der Bevölkerung (One dollar, one vote.). Besonders erfolgreich sei dieser Einfluss, weil die Strategie darin bestünde, öffentliche Meinungen und Wahrnehmungen so zu prägen, dass große Teile der Bevölkerung schließlich sogar eine Politik unterstützen, die ihnen selbst schadet und nur wenigen anderen nützt. Wörtlich schreibt er in diesem Zusammenhang, „dass die Reichen über die Instrumente, die Mittel und die Anreize verfügen, um Überzeugungen in einer Weise zu beeinflussen, die ihren Interessen förderlich ist. Sie gewinnen zwar nicht immer – dennoch ist es kein Kampf unter Gleichen.“

### Legitimation von Ungleichheit
In dem Umstand, dass ein großer Teil der Ungleichheit aus Rent-Seeking Aktivitäten resultiere, sieht Stiglitz ein zentrales Gerechtigkeitsproblem: Diejenigen, die hohe Gehälter einstreichen, seien häufig nicht diejenigen, die die größten Beiträge zum Allgemeinwohl geleistet haben. Häufig resultierten diese Gehälter daraus, „bessere Strategien zur Ausnutzung von Marktmacht und anderen Marktunvollkommenheiten zu ersinnen und häufig auch darin, sicherzustellen, dass die Politik ihren Interessen dient und nicht denen der Allgemeinheit“. Andererseits würden die Verdienste einzelner, die einen großen Beitrag zum Gemeinwohl leisteten (z. B. Erfinder und Wissenschaftler), vergleichsweise wenig finanziell gewürdigt. Als Beispiele nennt er unter anderem John Bardeen, Walter Brattain und William Shockley (Erfindung des Transistors), Alan Turing (mathematische Grundlagen des modernen Computers) und Tim Berners-Lee (World Wide Web), die mit ihren Erfindungen erst die Grundlage für die Firmenimperien von Milliardären wie Steve Jobs oder Mark Zuckerberg lieferten.
Das extreme Maß an Ungleichheit sei daher mit Leistungsprinzipien nicht zu rechtfertigen – zum einen weil ein „bestenfalls schwacher Zusammenhang zwischen Gehalt und gesellschaftlichem Nutzen“ bestehe und zum anderen, weil man „die Beiträge einzelner Individuen im Grunde nicht von denen anderer Individuen abgrenzen“ könne. Ein Großteil des Fortschritts basiere letztlich auf öffentlich finanzierter Grundlagenforschung und den vererbten Beiträgen vieler Generationen. Außerdem sei zu bedenken, dass niemand allein aus eigener Kraft erfolgreich sei. So gäbe es „in den Entwicklungsländern viele intelligente, hart arbeitende, tatkräftige Menschen, die arm bleiben – nicht weil es ihnen an Fähigkeiten mangelte oder sie sich nicht hinreichend anstrengten, sondern weil sie in dysfunktionalen Volkswirtschaften arbeiten.“

### Auswirkungen von Ungleichheit
Stiglitz nennt verschiedene Auswirkungen der starken Ungleichheit in den USA. Einerseits sei eine soziale Aufwärtsmobilität, wie sie mit dem American Dream assoziiert wird, kaum noch gegeben. Die Lebenschancen würden hingegen stark vom Einkommen der Eltern bestimmt, was sich etwa im Zugang zum Bildungswesen und dem Rechtssystem manifestiert. Ein weiteres Problem trete in Kombination mit fehlenden sozialen Sicherungsnetzen auf: Der Verlust des Arbeitsplatzes, des Hauses oder eine schwere Krankheit könnten für einen Großteil der Amerikaner existenzielle Folgen haben.
Vor allem aber sei ein extremes Maß an Ungleichheit auf Dauer eine Gefahr für die Demokratie (insbesondere durch die Erosion der Mittelschicht). Lange Zeit sei eine neoliberale und zu wachsender Ungleichheit führende Politik damit gerechtfertigt worden, dass am Ende alle davon profitierten. Die Realität zeigt laut Stiglitz jedoch ein anderes Bild: Während das Durchschnittseinkommen in den USA zwischen 1980 und 2010 um 75 % anstieg, sei das Einkommen der meisten männlichen Vollzeitbeschäftigten im selben Zeitraum aber gesunken. Dieser Umstand führe dazu, dass Fairness- und Gerechtigkeitsprinzipien mehr und mehr hinterfragt würden.

### Reformagenda
Stiglitz stellt fest, dass es eine starke ideologische Debatte um die Rolle des Staates in wirtschaftlichen Fragen hinsichtlich des Maßes an Marktregulierung gibt. Beide Lager (viel/wenig staatliche Regulierung) trügen zur Begründung der eigenen Position in dieser Debatte Beispiele für das Versagen des von der anderen Seite propagierten Systems vor. Stiglitz plädiert größtenteils für staatliche Eingriffe, setzt sich aber dafür ein, im Einzelfall eine sorgfältige Kosten-Nutzen-Abwägung zu betreiben und im Zweifel auch negative Konsequenzen hinzunehmen, wenn die positiven überwiegen. Er schlägt verschiedene Maßnahmen vor, mit denen sich die von ihm benannten Verteilungsprobleme aus seiner Sicht sinnvoll angehen lassen:

#### Ökonomische Maßnahmen
Viele Ungleichheitsprobleme werden laut Stiglitz derzeit im Finanzsektor kreiert oder verstärkt. Um dies künftig zu verhindern, schlägt er Maßnahmen zur Zügelung der Finanzmärkte vor:
- Einschränkung der Systemrelevanz und Drosselung der Risikobereitschaft von Banken (z. B. durch Beschränkungen der Fremdkapitalaufnahme und Liquidität) zur Stabilisierung der Finanzmärkte.
- Größere Transparenz insbesondere im außerbörslichen Derivatehandel und stärkere Trennung von Finanzmarktspekulationen und Staatsbürgschaften, sodass künftig nicht mehr die Steuerzahler für riskante Finanzmarktaktivitäten haften müssen.
- Erschwerung der „ausbeuterischen Kreditvergabe“ unter Ausnutzung der Unwissenheit der Vertragspartner, z. B. durch ein schuldnerfreundlicheres Insolvenzrecht. Dieses würde Banken einen Anreiz geben, die Kreditwürdigkeit der Kunden stärker zu prüfen.

Stiglitz gibt jedoch auch zu bedenken, dass die praktische Umsetzung solcher Maßnahmen alles andere als leicht ist, da der Bankensektor sich in der Vergangenheit als besonders kreativ gezeigt habe, Regulierungen zu umgehen. Neben Finanzmarktregulierungen möchte er die Funktionsweise von Märkten allgemein dadurch verbessern, dass private und soziale Renditen zur Deckung gebracht werden und der Spielraum für Marktversagen eingeschränkt wird. Mit entsprechenden Maßnahmen „würde man der Ungleichheit zu Leibe rücken und gleichzeitig die Effizienz steigern“. Konkret könnte dies z. B. über den Abbau von Monopolen durch eine Stärkung des Wettbewerbs und Reduzierung von Marktzutrittsschranken erfolgen.
Zudem plädiert Stiglitz für eine stärkere progressive Besteuerung, die Schließung von Steuerschlupflöchern und eine Verbesserung der Corporate Governance, z. B. in Form eines Gesetzes, dass Aktionäre ein Mitspracherecht in Fragen der Führungskräftevergütung und Parteifinanzierung einräumt. Auch möchte er die Chancengleichheit durch besseren Zugang zum Bildungssystem und zur Gesundheitsversorgung stärken.

#### Politische Maßnahmen
Um derartige ökonomische Maßnahmen überhaupt realisieren zu können, seien zunächst politische Reformen notwendig, um die institutionellen Rahmenbedingungen der Entscheidungsfindung zu verändern: „Wir können uns keine Geld- und Währungsordnung leisten, die von Menschen gesteuert wird, auf die die Denkweise der Banker abgefärbt hat, und die de facto alllein dem Interesse des obersten einen Prozents verpflichtet ist.“
Zum einen bedürfe es hier eine Reform der Parteienfinanzierung, zum anderen müssten fließende Wechsel zwischen aktiver Politik und Wall Street erschwert werden. Auch die Einführung einer Wahlpflicht, so wie sie in anderen Ländern existiere, könnte für Stiglitz dazu beitragen, die Interessen der gesamten Bevölkerung stärker in der Politik zu repräsentieren.

### Ausblick
Laut Stiglitz muss mindestens eine der beiden folgenden Voraussetzungen erfüllt sein, damit eine derartige Reformagenda überhaupt realisierbar wäre:
1. Die unteren 99% erkennen, dass die Interessen des oberen einen Prozentes nicht in ihrem Sinne sind und dass eine andere Wirtschafts- und Gesellschaftsordnung möglich ist.
2. Das obere eine Prozent erkennt, dass die Entwicklung der vergangenen Jahrzehnte nicht nur im Widerspruch zum historischen amerikanischen Selbstverständnis steht, sondern sogar langfristig dem einen Prozent selbst schadet.

Zum Abschluss zeichnet er zwei mögliche Zukunftsszenarien. Das eine ist durch eine duale Wirtschaft gekennzeichnet, in dem die soziale Spaltung größer denn je ist: Reiche leben in abgeschotteten Wohnanlagen und deren Kinder haben Zugang zu teuren Privatschulen und exzellenter Bildung, während sich der Rest der Bevölkerung mit großer Unsicherheit, zweitklassiger Bildung und einer rationierten Gesundheitsversorgung arrangieren muss. Im zweiten Szenario gibt es in der Gesellschaft ein Bemühen um Chancengleichheit und Fairness, wirkliche „Freiheit und Gerechtigkeit für alle“ und damit eine konsequente Umsetzung amerikanischer Ideale im Einklang mit der Erklärung der Menschenrechte.

## Rezeption
Die New York Times schreibt in einer Buchbesprechung, dass die Beiträge von Stiglitz zur öffentlichen Debatte kaum überschätzt werden könnten. Insbesondere werde in der Gesellschaft nur unzureichend zur Kenntnis genommen, wie stark wirtschaftliche und politische Macht zusammenhängen:
”The importance of Stiglitz’s contribution (and that of other dissidents) to the public debate cannot be overestimated. The news media and the Congress are ill-equipped to address the role of economic power in shaping policy. Both institutions are, in fact, unaware of the extent to which they themselves are subject to the influence of money.“
In einer Buchbesprechung des Guardians heißt es, Der Preis der Ungleichheit sei ein starkes Plädoyer für das, was Alexis de Tocqueville bereits als Wohlgemeinter Eigennutz beschrieben hat: Das individuelle Wohlergehen ist nicht von dem Wohlergehen der Gesellschaft, in der man lebt, zu trennen. Diese Erkenntnis sei bis heute jedoch nicht zu denjenigen durchgedrungen, die sich von Gier und Überheblichkeit treiben ließen:
”The Price of Inequality is a powerful plea for the implementation of what Alexis de Tocqueville termed 'self-interest properly understood'. Stiglitz writes: 'Paying attention to everyone else's self-interest – in other words to the common welfare – is in fact a precondition for one's own ultimate wellbeing… it isn't just good for the soul; it's good for business.' Unfortunately, that's what those with hubris and pleonexia have never understood – and we are all paying the price."